# 諏訪分駅
諏訪分駅（すわぶんえき）は、かつて東京府東京市世田谷区東玉川町（現・東京都世田谷区東玉川二丁目）にあった目黒蒲田電鉄（現・東急電鉄）新奥沢線の駅（廃駅）である。

## 歴史
- 1928年（昭和3年）10月5日 池上電気鉄道雪ヶ谷（現・雪が谷大塚） - 新奥沢間開業に伴い開業[2][3]。
- 1934年（昭和9年）10月1日 目黒蒲田電鉄に統合。同社の駅となる[3]。
- 1935年（昭和10年）11月1日 雪ヶ谷 - 新奥沢間廃止に伴い廃止[3][4]。

## 駅構造
単式ホーム1面1線の地上駅であった。

## 駅周辺
当駅の北西側に調布女学校（現・田園調布学園中等部・高等部）があり、女子生徒の通学時の最寄り駅となっていた。また、駅前には大きなバラ園があった。
- 東京都道311号環状八号線（環八通り）
- 東京都道426号上馬奥沢線（自由通り）

## 廃止後の現状
当駅跡地は住宅地となっており、痕跡を見つけることはできない。なお、当駅跡地付近の道路がホームの形状に沿うようにカーブしている。

## 隣の駅
目黒蒲田電鉄
新奥沢線
雪ヶ谷駅 - 諏訪分駅 - 新奥沢駅